# Jeeves taglia la corda
Jeeves taglia la corda (Jeeves in the Offing) è un romanzo umoristico del 1960 dello scrittore inglese Pelham Grenville Wodehouse.
È l'ottavo romanzo della serie "Bertie Wooster e Jeeves". Jeeves è temporaneamente in vacanza e, in sua assenza, Bertie Wooster si vede costretto a cavarsela da solo nella casa di campagna di Brinkley Court, dove è stato convocato urgentemente da sua zia Dahlia. Nel romanzo appaiono alcuni personaggi ricorrenti nelle storie della serie, per esempio Sir Roderick Glossop e Bobbie Wickham; è tuttavia l'unico romanzo in cui, fra i personaggi principali, è presente Aubrey Upjohn, l'ex preside della Scuola preparatoria frequentata in giovane età da Bertie e da alcuni suoi amici quali Gussie Fink-Nottle e Kipper Herring.

## Storia editoriale
Wodehouse affermava che era suo «costume stendere circa 400 pagine di appunti prima di iniziare la stesura». I primi appunti di Wodehouse su questo romanzo risalgono al novembre 1956. Inizialmente Wodehouse aveva ideato di far risiedere temporaneamente a Brinkley Court zia Agatha e Lord Worplesdon, in luogo di zia Dahlia e zio Tom che erano in viaggio America. La trama di questo primo abbozzo prevedeva già alcuni episodi che saranno presenti nella stesura finale: l'arrivo a Brinkley Court di un milionario americano, il furto di una lattiera d'argento a forma di vacca, Bertie che legge su un quotidiano notizia del suo fidanzamento con una ragazza che non ha mai incontrato. Spesso, negli episodi chiave, mancano i nomi dei personaggi, sostituiti da variabili metasintattiche come nella nota seguente: "X vuole sposare Y, fa dire a B. è legato a Y. Formidabile madre.". Dopo aver abbandonato il progetto nel dicembre 1956, Wodehouse riprese a lavorarci all'inizio del 1958. Nell'agosto 1958 stese un primo elenco dei personaggi, che ne comprendeva diversi che non sarebbero stati presenti nella versione finale del libro, per esempio una sorella dello zio Tom chiamata Judson Coker ed Edwin Craye, il giovane e fastidioso boy-scout fratello di Florence Craye, che nella bozza agiva come un detective. Dall'esame di una bozza tarda sopravvissuta, possono essere identificate alcune piccole varianti fatte da Wodehouse per rendere il linguaggio di Bertie più comico ed elaborato. Ad esempio, nella bozza tarda manca la proposizione posta tra parentesi quadre, presente invece nella seguente frase del Capitolo XI della versione finale: «La sua pressione sanguigna era salita, [il suo occhio roteava con quella che viene chiamata bella frenesia] e lui invocava il pungiglione della morte con un fervore inesauribile».
Il romanzo fu pubblicato per la prima volta in volume negli Stati Uniti il 4 aprile 1960 dall'editore Simon & Schuster col titolo How Right You Are, Jeeves, quindi nel Regno Unito dall'editore Herbert G. Jenkins di Londra il 12 Agosto 1960 col titolo Jeeves in the Offing. L'espressione inglese "in the offing" indica qualcosa che si verificherà fra pochissimo tempo, che è molto vicino. Prima di essere pubblicato in volume, il romanzo era apparso a puntate su tre riviste con il titolo How Right You Are, Jeeves: 1) sulla rivista britannica John Bull dal 29 agosto al 19 settembre 1959, con illustrazioni di Richard O. Rose; 2) su Playboy statunitense dal febbraio 1960, illustrato da Bill Charmatz; 3) sulla rivista canadese Star Weekly del 23 aprile 1960, illustrata da Gerry Sevier.
Una traduzione in lingua italiana della prima edizione britannica, fatta da Adriana Motti, apparve dapprima presso l'editore Federico Elmo nel 1962; altre traduzioni furono pubblicate alcuni anni dopo: col titolo Jeeves sta alla larga, tradotta da Rosetta Palazzi dall'edizione britannica, dalla casa editrice Mursia e infine tradotta da Tracy Lord dall'edizione statunitense, dalla casa editrice Polillo.

## Trama
"Kipper" Herring, amico di Bertie fin dai tempi della Scuola preparatoria, ossia la scuola primaria per allievi di età 8-13 anni, è da una settimana ospite di Bertie a Londra. Poiché Jeeves sta per andare in vacanza a Herne Bay, Bertie accetta con entusiasmo l'invito di sua zia Dahlia a recarsi nella sontuosa residenza di campagna "Brinkley Court", nei pressi della cittadina di Market Snodsbury, nel Worcestershire. Come al solito, a "Brinkley Court" la zia è alle prese con numerosi ospiti. Suo marito Tom Travers è assente: si è recato ad Harrogate in compagnia di Mr. Homer Cream, un magnate americano con cui Tom spera di concludere grandi affari. Sono invece ospiti di zia Dahlia: Adela e Wilbert Cream, rispettivamente moglie e figlio di Mr. Cream; la bella e dispettosa Roberta "Bobbie" Wickham; Aubrey Upjohn, il preside in pensione della Scuola preparatoria di Malvern House frequentata a suo tempo da Bertie e Kipper; Phyllis Mills, figliastra di Upjohn e figlioccia di zia Dahlia. Upjohn spera di essere il prossimo candidato conservatore alle prossime elezioni locali, dovrà tenere un discorso, che sta scrivendo Phyllis, da tenere in occasione della consegna dei premi agli studenti meritevoli della locale Grammar school.

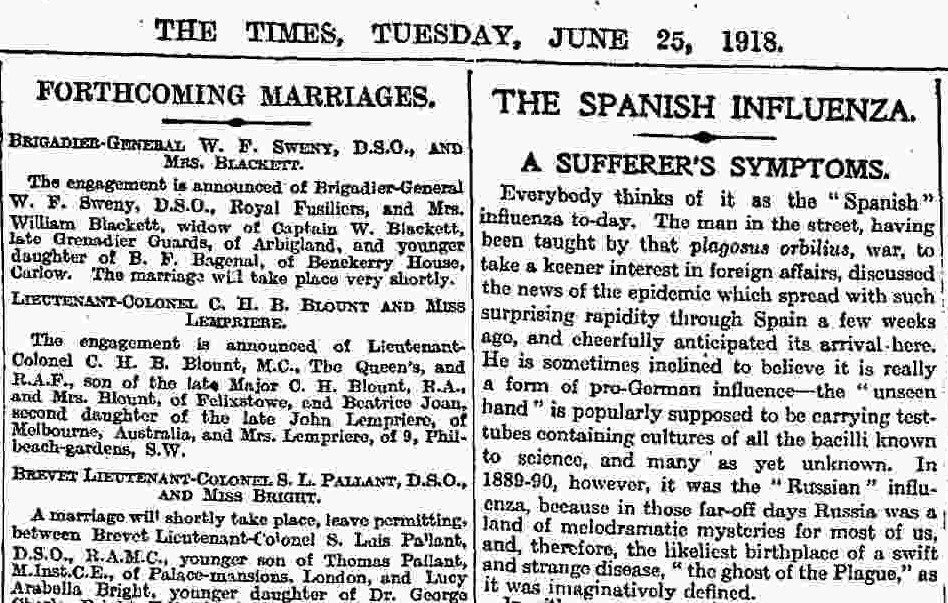
The Times, Annunci di fidanzamento (a sinistra)

Prima di andare a Brinkley Court, Bertie scopre che Kipper, giornalista del settimanale Thursday Review, si è vendicato di Upjohn scrivendo una stroncatura del libro che l'ex preside ha pubblicato di recente. Prima di partire per Herne Bay, Jeeves avverte Bertie che, nel Registro del Club Giovane Ganimede, "Willie" Cream è descritto come un playboy piantagrane noto come "Willie di Broadway". Poco dopo la partenza di Jeeves, Bertie vede sul Times l'inatteso annuncio del suo fidanzamento con Roberta Wickham.
A Brinkley Court, Bertie si imbatte in Wilbert Cream intento a leggere delle poesie a Phyllis Mills. Trova infine Bobbie Wickham, la quale gli dice che l'annuncio sul Times è opera sua: Bobbie vuole sposare "Kipper" Herring, detestato però da sua madre Lady Wickham; poiché però Lady Wickham detesta Bertie più di Kipper, l'annuncio delle nozze con Bertie dovrebbe spaventarla e renderla più disponibile verso le intenzioni matrimoniali di Bobbie.

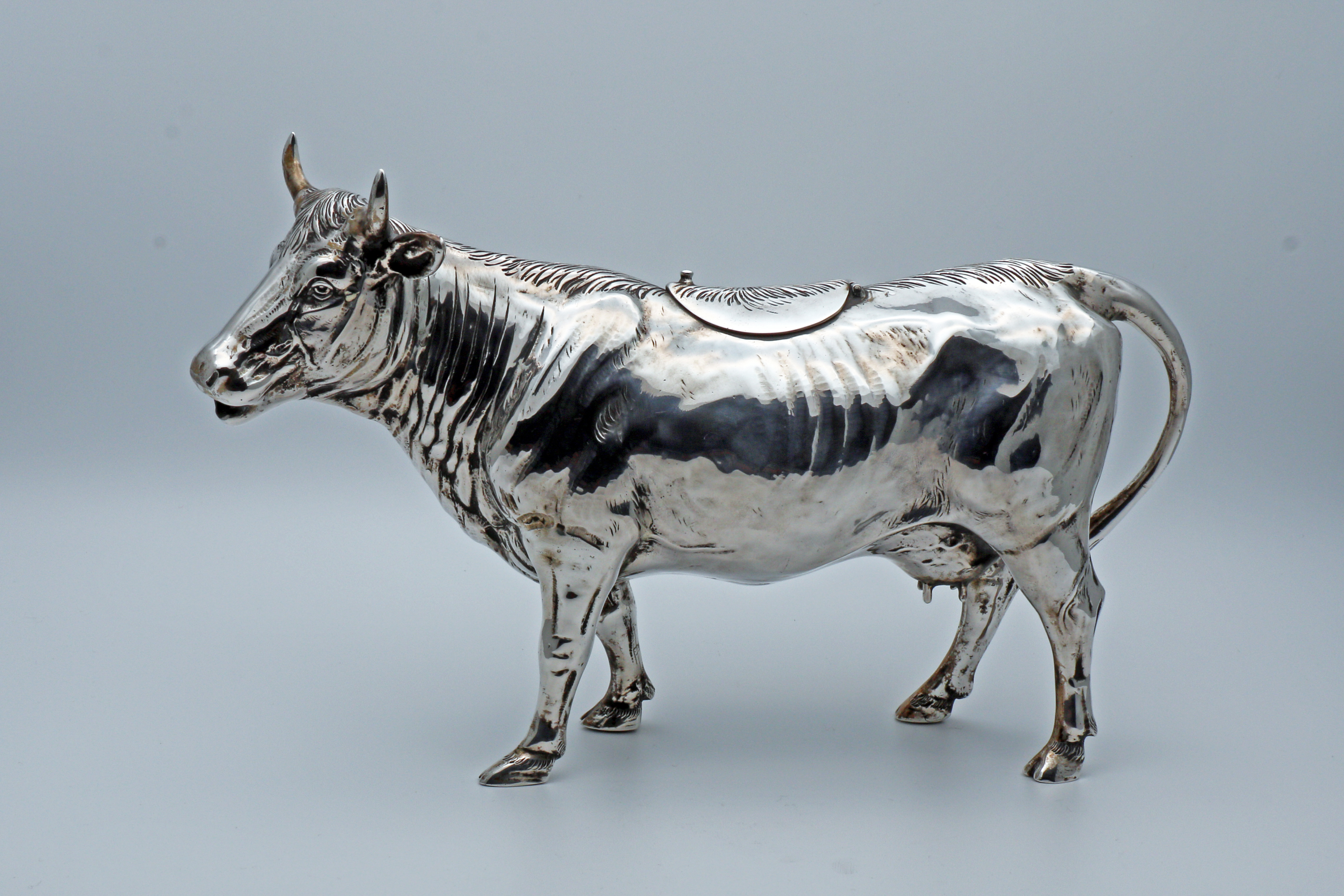
Lattiera a vacca, come quella descritta nel romanzo Jeeves taglia la corda: «Questa lattiera a vacca, nel caso vi interessi, era un'anfora o una brocchetta d'argento, o come diavolo la chiamate, fatta a forma di vacca, idea tra le più stupide; una vacca con la coda arcuata e sulla faccia un'espressione di giovane delinquente, il tipo di vacca che pareva accarezzare l'idea di sferrare un calcio nel basso costato della lattaia la prima volta che lei si fosse avvicinata per mungerla. Il suo dorso si apriva come un coperchio a cardine e la punta della coda toccava la spina dorsale, offrendo così un appiglio al padrone di casa che volesse afferrare quella lattiera per versare il latte. Perché qualcuno dovesse bramare un oggetto così rivoltante per me era sempre stato un mistero.»
(P.G. Wodehouse, Jeeves taglia la corda, trad. di Adriana Motti, Cap. VII)

La mansione di maggiordomo, scoperta poiché Seppings è andato in vacanza, viene ricoperta dallo psichiatra Sir Roderick Glossop il quale si fa chiamare "Swordfish". Zia Dahlia lo ha assunto perché sorvegli "Willie" Cream, vista la pessima reputazione del giovane. Nel frattempo è giunta una lettera di Jeeves nella quale si informa che Willie Cream è anche cleptomane. E poco dopo si scopre che una lattiera d'argento a forma di vacca dello zio Tom è scomparsa.
Giunge a Brinkley Court Kipper Herring, il quale ha letto sul Times l'annuncio di matrimonio fra Bobbie e Bertie; Bertie lo informa che l'annuncio era falso. Ma Bobbie, che ha ricevuto una lettera offensiva scritta da Kipper subito dopo aver letto l'annuncio sul giornale, risponde a Kipper che il loro fidanzamento è sciolto e lei sposerà Bertie. Bertie non vuole sposarla, ma il suo codice cavalleresco gli impedisce di contrariare le donne; pertanto si reca a Herne Bay per chiedere aiuto a Jeeves. Jeeves accetta di tornare a Brinkley con Bertie. Nel frattempo Bobbie intende perdonare Kipper per il tono della lettera, ma Kipper, per far dispetto a Bobbie, si fidanza con Phyllis. Upjohn però ha letto la recensione sul suo libro apparsa Thursday Review e intende querelare il giornale di Kipper per diffamazione. In realtà la parte diffamatoria in quell'articolo era stata aggiunta da Bobbie di nascosto da Kipper. Bobbie si scusa con Kipper, i due si riconciliano, ma Upjohn intende continuare l'azione legale. Glossop suggerisce a Kipper di ingraziarsi Upjohn salvandolo dall'annegamento. Bertie e Bobbie non riescono a spingere Upjohn nel vicino laghetto; vi cadono invece Poppet, il bassotto di Phyllis, e Bertie. Kipper si tuffa per aiutare Bertie, scambiato per Upjohn, e Wilbert si tuffa per aiutare Poppet. Commossa, Phyllis si fidanza con Wilbert. Questo inizialmente sconvolge zia Dahlia; ma si scopre che Wilbert non è il famigerato "Willie di Broadway", anzi è uno stimato professore universitario, e che la lattiera d'argento a forma di vacca non è stata rubata, ma venduto da Tom Travers ai Cream. Nel frattempo l'ignaro Sir Roderick/Swordfish, ha trovato la lattiera nella stanza di Wilbert e l'ha portata nella sua stanza, con l'intento di riconsegnarla ai Travers.
Upjohn dichiara che andrà via perché non intende rimanere nella stessa casa in cui risiede l'autore della stroncatura del suo libro. Jeeves, incaricato di preparare le valigie di Upjohn, sottrae il dattiloscritto del discorso che Upjohn deve pronunciare e lo consegna a Bobbie. Bobbie ricatta Upjohn e lo costringe a ritirare la querela in cambio del testo del discorso. Adela Cream trova la lattiera d'argento nella stanza di Swordfish (Glossop) e pensa che il maggiordomo l'abbia rubata. Per discolparsi, sir Roderick Glossop è costretto a rivelare la sua vera identità. . Seguendo il consiglio di Jeeves, sir Roderick afferma che il suo travestimento è stato motivato dalla necessità di osservare Bertie, che è cleptomane, e di aver recuperato la lattiera nella stanza di Bertie. Bertie è sconvolto dal fatto che ora la famiglia Cream pensi che egli sia un cleptomane, ma Jeeves lo placa affermando che Bertie deve aver la soddisfazione intima di essersi sacrificato per il bene dello zio Tom Travers. E Bertie, ricordandosi dei regali ricevuti da zio Tom quando frequentava la scuola di preparazione, gli risponde: «Hai proprio ragione, Jeeves!».

## Personaggi
Bertie Woosterl'io narrante. Come nelle precedenti opere di Wodehouse, Bertie è un giovin signore tollerante, fedele alle amicizie (si prodiga per aiutare gli zii, "Kipper" Herring, Bobbie Wickham, ecc.); allergico al matrimonio , è ligio a un codice etico-cavalleresco secondo il quale le donne non possono essere contraddette,  ed è consapevole della superiorità intellettuale di Jeeves.
Jeevesvalletto di Bertie Wooster. Essendo andato in vacanza a Herne Bay per la pesca dei gamberi, in questo romanzo compare poco. Poiché per fortuna Herne Bay non è troppo lontana da Brinkley Court, l'intervento di Jeeves risulterà come al solito tempestivo, provvidenziale e risolutore.
Reginald "Kipper" Herringamico d'infanzia di Bertie Wooster nella Scuola preparatoria di Malvern House. Giornalista della rivista Thursday Review, scrive una recensione feroce su un libro dell'ex preside Aubrey Upjohn. È fidanzato con la dispettosa Bobbie Wickham.
Dahlia Travers (zia Dahlia)è la zia preferita di Bertie, estroversa e impulsiva, dotata di una voce reboante. Sposata a Tom Travers, collezionista di oggetti d'argento antichi, è madre di Bonzo e di Angela Travers.
Thomas Portarlington Travers (zio Tom)è il marito di zia Dahlia, sta cercando di portare a termine un affare con un americano di nome Homer Cream.
Bonzo Traversfiglio adolescente di Dahlia e Tom Travers.
Anatolesublime cuoco francese a "Brinkley Court", apprezzato soprattutto da Bertie e dallo zio Tom Travers.
Seppingsmaggiordomo a "Brinkley Court"; in vacanza, viene sostituito da Sir Roderick Glossop.
Homer Creamricchissimo e bizzarro americano col quale zio Tom aspira a concludere vantaggiosi affari.
Adela Creammoglie di Homer Cream, scrittrice di romanzi gialli.
Wilbert Creamfiglio dei coniugi americani Cream, si ritiene sia un famigerato playboy piantagrane noto come "Willie di Broadway". Si scoprirà che in realtà "Willie di Broadway" non è Wilbert , ma suo fratello minore Wilfred. Wilbert è invece professore di filologia romanza in una prestigiosa università americana, e sta trascorrendo un anno sabbatico in Inghilterra; si fidanzerà con Phyllis Mills.
Roberta "Bobbie" Wickhambella ragazza dai capelli rossi, figlia di Lady Wickham e del fu Cuthbert Wickham, definita a suo tempo da Jeeves "volubile e frivola", annuncia sul Times il suo fidanzamento con Bertie, ma in realtà l'uomo che vuole davvero sposare è Reginald Herring.
Lady Wickhammadre di Bobbie Wickham, cugina di Mr. Mulliner, scrittrice di libri gialli con lo pseudonimo di George Masterman, detesta tutti fidanzati della figlia (in questo romanzo: Bertie Wooster e Kipper Herring).
Aubrey Upjohnun tempo opprimente preside della Scuola preparatoria Malvern House di Bramleyon-Sea, frequentata in giovane età da Bertie e Kipper Herring. Per inciso: Una Malvern House Preparatory School esiste anche nella realtà: è specializzata nel preparare i ragazzi all'ingresso all'Accademia militare navale di Dartmouth ed è stata frequentata dallo stesso Wodehouse. Aubrey Upjohn sposò la ricchissima Jane Mills, un'amica di zia Dahlia che poi morì. Upjohn ha scritto un saggio sulla Scuola Preparatoria, recensito severamente da Kipper Herring, e spera di essere scelto come candidato conservatore alle elezioni locali.
Phyllis Millsfigliastra di Upjohn e figlioccia di zia Dalia, carina ma svampita, ubbidiente al patrigno, è intenta a scrivere i discorsi che Aubrey Upjohn dovrà pronunciare in pubblico.
Poppetcane bassotto di Phyllis.
Augustus (o Gus)gatto nero a "Brinkley Court", perennemente assonnato.
Sir Roderick Glossopfamoso psichiatra, per studiare sul campo il comportamento di Wilbert Cream si fa assumere da zia Dahlia come maggiordomo assumendo lo pseudonimo "Swordfish".
Giovane Ganimedeassociazione che riunisce i più distinti domestici inglesi, i quali sono tenuti a scrivere, sui loro padroni, dei rapporti raccolti poi in un "Registro", conservato gelosamente nella sede del Club e consultabile solo dai soci.

## Critica
Per il linguista Robert Anderson Hall, in  Jeeves taglia la corda, come negli altri romanzi di Wodehouse della serie Bertie Wooster e Jeeves, la maggior fonte di ilarità è soprattutto il linguaggio, caratteristica che costituisce anche il segno distintivo dello stile dell'autore: l'incoerenza fra lo status dei personaggi e il loro registro linguistico; la contrapposizione fra il registro linguistico formale e lo slang; l'arte della similitudine (paragoni, ipotesi, metafore) che, invece di creare un rapporto di somiglianza fra i termini, come vuole la figura semantica, esprime analogie e contrapposizioni spesso insensate fra elementi eterogenei.

### Edizioni

#### Originali
- (EN) Jeeves in the Offing, 1ª ed., London, Herbert Jenkins, 1960.
- (EN) How Right You Are, Jeeves, 1ª ed., New York, Simon & Schuster, Inc., 1960.

#### Traduzioni
- Jeeves taglia la corda [Jeeves in the Offing], traduzione di Adriana Motti, Milano, F. Elmo, 1962.
- Jeeves taglia la corda [Jeeves in the Offing], traduzione di Adriana Motti, nota introduttiva di Franco Cavallone, Milano, A. Mondadori, 1979.
- Jeeves sta alla larga [Jeeves in the Offing], traduzione di Rosetta Palazzi, presentazione di Giulio Nascimbeni, Milano, Mursia, 1989, ISBN 88-425-0008-9.
- Jeeves taglia la corda [How right you are, Jeeves!], traduzione di Tracy Lord, Milano, Polillo, 2007, ISBN 978-88-8154-282-6.

### Fonti critiche
- (EN) Nigel Cawthorne, A Brief Guide to Jeeves and Wooster, London, Constable & Robinson, 2013, ISBN 978-1-78033-824-8.
- (EN) Robert A., Jr. Hall, The Comic Style of P. G. Wodehouse, Hamden, Archon Books, 1974, ISBN 0-208-01409-8.
- (EN) David A. Jasen, P.G.Wodehouse: a portrait of a master, New York, Schirmer Trade Books, 2012  [1974], ISBN 978-0-85712-754-9.
- (EN) Eileen McIlvaine, Louise S. Sherby e James H. Heineman, P. G. Wodehouse: A Comprehensive Bibliography and Checklist, New York, James H. Heineman Inc., 1990, ISBN 978-0-87008-125-5.
- (EN) Kristin Thompson, Wooster Proposes, Jeeves Disposes or Le Mot Juste, New York, James H. Heineman, Inc., 1992, ISBN 0-87008-139-X.
- (EN) P. G. Wodehouse, P. G. Wodehouse: A Life in Letters, a cura di Sophie Ratcliffe, New York, W. W. Norton & Company, 2013, ISBN 978-0786422883.